# Remix & Repent
«Remix & Repent» — небольшой 5-трековый мини-альбом группы Marilyn Manson, выход которого состоялся 25 ноября 1997 года. Диск включает в себя два ремикса на песни из альбома «Antichrist Superstar» (включая акустическую версию одной из песен), а также две песни, записанные во время двух концертов из тура «Dead to the World».

## Оформление
На переднюю обложку EP «Remix and Repent» вынесен символ «Шок». На задней обложке и внутри буклета помещены концертные фотографии лидера группы, Мэрилина Мэнсона.

## Список композиций
1. «The Horrible People» — 5:13[1]
2. «The Tourniquet Prosthetic Dance Mix» — 4:10
3. «Dried Up, Tied and Dead to the World» (Live in Utica, NY)[2] — 4:25
4. «Antichrist Superstar» (Live in Hartford, CT)[3] — 5:16
5. «Man That You Fear» (Acoustic Requiem for Antichrist Superstar) — 5:22